# جيمس بي. إيوستس
جيمس بي. إيوستس هو دبلوماسي ومحامي وسياسي أمريكي، ولد في 27 أغسطس 1834 في نيو أورلينز في الولايات المتحدة، وتوفي في 9 سبتمبر 1899 في نيوبورت في الولايات المتحدة. نشط حزبياً في الحزب الديمقراطي.

## مناصب
- انتخب عضو مجلس الشيوخ الأمريكي [الإنجليزية]‏ عن دائرة مقعد مجلس الشيوخ في لويزيانا من الدرجة الثالثة ‏ وقد انضم خلال فترته النيابية [الإنجليزية]‏ (4 مارس 1889 – 4 مارس 1891) للكتلة البرلمانية الحزب الديمقراطي.
- انتخب عضو مجلس الشيوخ الأمريكي [الإنجليزية]‏ عن دائرة مقعد مجلس الشيوخ في لويزيانا من الدرجة الثالثة ‏ وقد انضم خلال فترته النيابية [الإنجليزية]‏ (4 مارس 1887 – 4 مارس 1889) للكتلة البرلمانية الحزب الديمقراطي.
- انتخب عضو مجلس الشيوخ الأمريكي [الإنجليزية]‏ عن دائرة مقعد مجلس الشيوخ في لويزيانا من الدرجة الثالثة ‏ وقد انضم خلال فترته النيابية [الإنجليزية]‏ (4 مارس 1885 – 4 مارس 1887) للكتلة البرلمانية الحزب الديمقراطي.
- انتخب عضو مجلس الشيوخ الأمريكي [الإنجليزية]‏ عن دائرة مقعد مجلس الشيوخ في لويزيانا من الدرجة الثالثة ‏ وقد انضم خلال فترته النيابية [الإنجليزية]‏ (4 مارس 1877 – 4 مارس 1879) للكتلة البرلمانية الحزب الديمقراطي.
- انتخب عضو مجلس الشيوخ الأمريكي [الإنجليزية]‏ عن دائرة مقعد مجلس الشيوخ في لويزيانا من الدرجة الثالثة ‏ وقد انضم خلال فترته النيابية [الإنجليزية]‏ (12 يناير 1876 – 4 مارس 1877) للكتلة البرلمانية الحزب الديمقراطي.
- انتخب قائمة سفراء الولايات المتحدة لدى فرنسا (1893 – 1897).
- انتخب عضو مجلس ولاية لويزيانا ‏.
- انتخب عضو مجلس نواب لويزيانا ‏.